# Šachimardanská exkláva

Středoasijské exklávy

Šachimardanská exkláva (uzbecky Shohimardon/Шоҳимардон, rusky Шахимардан) je uzbecká exkláva v Kyrgyzstánu. Od mateřského státu je oddělena asi dvaceti kilometry kyrgyzského území. Skládá se ze dvou částí, které jsou od sebe vzájemně odděleny Kyrgyzstánem. Jižní Šachimardan tvoří jádro exklávy, kde se nachází i administrativní centrum – obec Šachimardan. Severní Šachimardan zahrnuje pouze nepatrné území o rozloze necelého kilometru čtverečního, kde se nachází pouze osada Džangajl. Administrativně území náleží k Ferganskému rajonu Ferganské oblasti Uzbekistánu. Celá exkláva zahrnuje horskou oblast o rozloze 90 km², ve které žije 5 100 obyvatel (r. 1993), z toho 91% uzbecké a 9% kyrgyzské národnosti. Území bylo k Uzbecké sovětské socialistické republice připojeno ve 30. letech 20. století. Po rozpadu SSSR se stalo obdobně jako sochská exkláva zdrojem napětí mezi oběma státy. Na konci 90. let šachimardanskou exklávu uzbecká armáda zaminovala.